# Fab Melo
Fabricio "Fab" Paulino de Melo (Juiz de Fora, Minas Gerais, 20 de junio de 1990-Ibídem, 11 de febrero de 2017) fue un baloncestista brasileño que tuvo paso por los Boston Celtics de la NBA en el 2013 y que se desempeñó hasta el 2016 con el UniCEUB Brasília de la NBB. El 11 de febrero de 2017 fue encontrado muerto en su casa en Juiz de Fora, en el estado de Minas Gerais, habiendo padecido un letal infarto agudo de miocardio la noche anterior.

## Trayectoria deportiva

### Universidad
Luego de haber asistido a la Sagemont School de Weston, Florida, y de haber sido uno de los tres no estadounidense en el McDonald's All-American Game de 2010, Melo fue reclutado por la Universidad de Syracuse. 
Jugó dos temporadas con el Orange. En la primera promedió 2.3 puntos, 1.9 rebotes y 0.8 tapones. Mejoró en su segundo año en la universidad promediando 7.8 puntos, 5.8 rebotes y 2.9 tapones, siendo nombrado el mejor jugador Defensivo del Año de la Big East Conference. En el total de sus dos temporadas en la Universidad de Syracuse promedió 4.9 puntos, 3.8 rebotes y 1.8 tapones en 63 juegos. Fue declarado inelegible para disputar el Torneo de la NCAA 2012 por razones académicas.

### Profesional
Melo decidió renunciar a sus dos últimos años en Syracuse y se declaró elegible para el Draft de la NBA  de 2012. Los Boston Celtics lo seleccionaron en la primera ronda, haciendo uso del turno 22. Melo firmó un contrato con el equipo bostoniano el 3 de julio de 2012. En su única temporada en la NBA jugó apenas 36 minutos en seis apariciones, siendo asignado el resto del tiempo al plantel del Maine Red Claws de la NBA D-League. 
Luego de participar de la NBA Summer League con los Celtics, en agosto de 2013 la franquicia llegó a un acuerdo con los Memphis Grizzlies para transferirlo allí. Sin embargo inmediatamente fue cortado en su nuevo equipo. Los Dallas Mavericks le ofrecieron un contrato al jugador brasileño, por lo que se incorporó a la escuadra texana y actuó en algunos partidos de pretemporada. Empero, antes de que comience oficialmente el campeonato, fue nuevamente apartado de su equipo de la NBA. Recién en enero de 2014 se incorporaría a los Texas Legends, haciendo así su regreso a la NBA D-League.
Sin protagonismo en el baloncesto estadounidense, Melo acordó incorporarse al Paulistano del Novo Basquete Brasil para la temporada 2014-2015.
Posteriormente actuaría para otros equipos de su país natal como la Liga Sorocabana  y el UniCEUB Brasília.

## Selección nacional
Melo jugó con los seleccionados juveniles de baloncesto de Brasil. También fue parte del equipo nacional que compitió en la Universiada de 2011. 

## Estadísticas de su carrera en la NBA

### Temporada regular
| Año     | Equipo | PJ | PT | MPP | %TC  | %3P  | %TL  | RPP | APP | ROB | TPP | PPP |
| ------- | ------ | -- | -- | --- | ---- | ---- | ---- | --- | --- | --- | --- | --- |
| 2012–13 | Boston | 6  | 0  | 6.0 | .500 | .000 | .250 | 0.5 | 0.0 | 0.3 | 0.3 | 1.2 |
| Total   | Total  | 6  | 0  | 6.0 | .500 | .000 | .250 | 0.5 | 0.0 | 0.3 | 0.3 | 1.2 |